# Lepista semiochracea
Lepista semiochracea là một loài bướm đêm thuộc phân họ Arctiinae, họ Erebidae.